# Vervant, Charente-Maritime

Vervant este o comună în departamentul Charente-Maritime, Franța. În 1 ianuarie 2022 avea o populație de 244 de locuitori.